# Mirvac Group
Mirvac Group est une entreprise foncière australienne spécialisée notamment dans les complexes résidentiels. Elle fait partie de l'indice S&P/ASX 50.